# 安東·魯賓斯坦
安東·格里戈里耶維奇·魯賓斯坦（俄语：Антон Григорьевич Рубинштейн，1829年11月28日—1894年11月20日），俄羅斯鋼琴家、作曲家及指揮家。華語地區一般稱其為安東·魯賓斯坦，而不是“魯賓斯坦”，以與同為鋼琴家的親弟尼古拉·魯賓斯坦或現代波蘭籍的鋼琴名家阿圖爾·魯賓斯坦相區別。

## 生平
安東·魯賓斯坦出生於Vikhvatinets（現今屬於德涅斯特河沿岸共和國）的一個猶太家庭中。很小的時候即開始學鋼琴，並在9歲時第一次登台演出。他的老師亞歷山大·維洛營（Alexander Villoing）曾將他帶往巴黎，並在蕭邦及李斯特面前表演。之後，與他的弟弟尼古萊·魯賓斯坦被母親帶往柏林，跟隨Siegfried Dehn學習作曲及音樂理論，並因此受到孟德爾頌與邁耶貝爾的賞識與資助。
他於1850年代後期開始以鋼琴家的身份巡迴演出，最終定居在聖彼得堡。1862年，他與他弟弟尼古萊一同創立了俄羅斯的第一間音樂學校——聖彼得堡音樂學院。

## 外部連結
- Some information on Anton Rubinstein （页面存档备份，存于）
- Networking Rubinstein - his contacts in his early career
- 安東·魯賓斯坦的免费乐谱，由国际乐谱典藏计划提供